# Jindřich Janečka
Jindřich Janečka (MAF jɪndr̝̊ɪx janet͡ʃkaⓘur. 14 kwietnia 2004 w Brnie) – czeski bokser, sześciokrotny mistrz Republiki Czeskiej (w różnych kategoriach wiekowych), reprezentant Republiki Czeskiej, zwycięzca międzynarodowych turniejów bokserskich i judoka.

## Życie
Jindřich Janečka pochodzi z Brna i od dzieciństwa zajmuje się sportami walki. W 2016 roku zdobył tytuł studenckiego mistrza Czech w judo. W tym samym roku zaczął trenować boks w klubie Kometa Brno Boxing pod okiem Leo Nováčka, a jego trenerem został Vít Král. Walczył także w ekstraklasie Klubu Bokserskiego Ostrawa. W wieku 17 lat, w 2022 roku, jako juniorski mistrz Czech, wyzwał na pojedynek aktualnego mistrza Czech mężczyzn, Tomáša Bureša, i wygrał. W 2023 roku został twarzą pierwszego salonu CUPRA Garage w Czechach. Jest absolwentem gimnazjum w Brnie przy ulicy Vídeňskiej.

## Kariera sportowa
- 2018
  - Mistrz Czech, młodzież szkolna, kategoria 62 kg, zwycięstwo RSC[4] (zwycięstwo przez przerwanie walki przez sędziego ringowego).
- 2020
  - Mistrz Czech kadetów, kategoria 75 kg, zwycięstwo przez poddanie przeciwnika,[5]
  - 5. miejsce na Mistrzostwach Europy Kadetów,[6]
  - zwycięzca turnieju Nadziei Olimpijskich,[7]
- 2021
  - Mistrz Czech juniorów w kategorii 75 kg, zwycięstwo na punkty 5:0,[8]
  - zwycięzca międzynarodowego turnieju IBA Maribor Cup,[9]
  - uczestnik Mistrzostw Europy Juniorów.
- 2022
  - Mistrz Czech juniorów, kategoria 80 kg, zwycięstwo RSC,[10]
  - uczestnik Mistrzostw Europy Juniorów,
  - 2. miejsce w turnieju IBA Danasa Pozniakasa,[11]
  - 2. miejsce w europejskim turnieju IBA, Memoriał Júlio Tormy.[12]
- 2023
  - Mistrz Czech, mężczyźni, kategoria 80 kg, zwycięstwo na punkty,[13]
  - uczestnik Igrzysk Europejskich w Krakowie 2023[14] po nominacji Czeskiego Komitetu Olimpijskiego.
- 2024
  - brązowy medal z 54. międzynarodowego turnieju Grand Prix Uściu nad Łabą 2024[15], w którym przegrał z reprezentantem Chin, wicemistrzem świata z 2023 r. i zwycięzcą Igrzysk Azjatyckich z 2022 r. Tanglatihanem Tuohetaerbiek,
  - Mistrz Czech, mężczyźni, kategoria 80 kg, zwycięstwo na punkty,[16]
  - zwycięzca międzynarodowego turnieju IBA O Złotą Rękawicę Wisły.[17]

## Kultura
Jindřich Janečka odegrał centralną rolę w teledysku rapera ICKO do utworu JAB, JAB, który ukazał się 15 maja 2023 roku. Pod koniec utworu (2:44) pozuje ze wszystkimi swoimi medalami. Klip znalazł się na popularnej liście TOP i został wyświetlony 68 000 razy na YouTube.